# Estación Calderón
Calderón es una estación ferroviaria ubicada en las áreas rurales de Calderón, en el Partido de Coronel Rosales, Provincia de Buenos Aires, Argentina.

## Servicios
Es una estación del ramal perteneciente al Ferrocarril General Roca. Desde junio de 2016 no presta servicios de pasajeros.
Por sus vías corren trenes de carga de la empresa Ferrosur Roca.